# 利韋濟萊鄉 (蒂米什縣)
45°23′N 21°03′E / 45.383°N 21.050°E
利韋濟萊鄉（羅馬尼亞語：Comuna Livezile, Timiș），是羅馬尼亞的鄉份，位於該國西部，由蒂米什縣負責管轄，面積56平方公里，海拔高度77米，2012年人口1,576，人口密度每平方公里28人。